# Herb Krautblatt
Herbert Krautblatt, conosciuto successivamente come Herbert Kay, detto Herb (Newark, 19 novembre 1926 – Newark, 10 febbraio 1999), è stato un cestista statunitense, professionista nella BAA e nella ABL.

## Carriera
Venne selezionato dai Baltimore Bullets nel Draft BAA 1948.